# Alma Sahlberg
Alma Sahlberg tidigare Schwabitz, född 17 juli 1842 i Stockholm, död 1888, var en svensk kompositör.

## Biografi
Alma Emilia Maria Schwabitz föddes 17 juli 1842 i Stockholm. Hon var dotter lantmätaren Alex Emil Schwabitz (född 1817) och Leontine Sofia d'Orange (född 1820). 1850 flyttade familjen till Råneå. 1855 flyttade familjen till Jäder. Samma år flyttade de till Lilla Malma. 1860 flyttade de till Söderby-Karl. 1865 flyttade Alma till Grangärde. 1868 flyttade hon till Österåker. Hon gifte sig omkring 1870 med bokhandlaren Robert Sahlberg (1837–1922).

## Verklista

### Pianoverk
- Sophia-Polka. Tillägnad drottningen. Utgiven 1879 av R. Sahlbergs bokhandel, Stockholm.[9][10]

- "To know by heart". Vals. Tillägnad fru Mathilda Cronhamn. Utgiven 1879 av R. Sahlbergs bokhandel, Stockholm.[11][12]

- Vegamarsch. Tillägnad deltagarna i Nordostpassagen. Utgiven 1880 av R. Sahlbergs bokhandel, Stockholm.[13]

- Fantasi-minnen, vals. Utgiven 1880 av R. Sahlbergs bokhandel, Stockholm.[14]

- Orientalisk marsch. Framför på konserter i Ryssland och Berns salong i Stockholm. Utgiven 1880 av R. Sahlbergs bokhandel, Stockholm.[15]

- Victoria-Marsch. Framförd vi den kungliga vigsel i Karlsruhe och av Svea livgardes musikkår i Stockholm. Utgiven 1881 av R. Sahlbergs bokhandel, Stockholm.[16]

- Sportsman, you know! Polka-francaise. Utgiven 1884 av R. Sahlbergs bokhandel, Stockholm.[17]

- 5 sånger utan ord för piano. Utgiven senast 1892 av R. Sahlbergs bokhandel, Stockholm.[18]

- Vals. Tillägnad Cecile de Cederström.[19]

### Sång och piano
- Stjärnblomman "När månens underbara ljus". Text ur skaldeförsök av Edvard Bäckström. Utgiven 1890 av Elkan & Schildknech, Stockholm.[20]